# Andrés Waissman
Andrés Waissman (Buenos Aires, 14 de julio de 1955) es un artista visual argentino. Figura relevante del arte contemporáneo argentino y latinoamericano, es conocido por sus pinturas denominadas Multitudes, sus Blancos y Negros y sus más recientes Virutas. Actualmente, vive y trabaja en Buenos Aires.

## Biografía
Andrés Waissman nace en la Ciudad de Buenos Aires el 14 de julio de 1955, en el barrio de Belgrano. Siendo el tercer y último hijo de Carlos Luis Waissman y Regina Tchira, mantuvo una estrecha relación con el mundo del arte desde que era un niño. Formado en talleres independientes, comenzó a exponer muy tempranamente a mediados de los 70, realizando sus primeras muestras individuales en la Galería Lirolay en 1973 y 1977, respectivamente. Paralelamente, condujo programas de radio a nivel nacional, AM y FM, entrevistando críticos, intelectuales y artistas de diversas expresiones. En 1974 trabajó en el taller de Augusto Torres en Barcelona y en 1978 con Antonio Seguí en París. En 1984 se radica en San Francisco, Estados Unidos, donde trabajó en el Consulado argentino de esa ciudad organizando eventos culturales en representación de Argentina y desde donde desarrolla una carrera internacional exponiendo en diferentes galerías y museos de Los Ángeles, San Francisco, Nueva York y diversas ciudades de Europa.
En 1992 regresa a Buenos Aires, donde retoma la enseñanza y conduce —junto a Marina Pellegrini— por un período de tres años y medio el programa de TV Styles, dedicado a rescatar los valores culturales, especializándose en las artes visuales. En 1995 crea y dirige el Espacio de Arte Dock del Plata, la primera sala de exposiciones de Puerto Madero y que se convirtió en uno de los lugares de mayor prestigio de la ciudad hasta 1998, año en el que cierra sus puertas al ser vendido el edificio. La revista Art News incluyó a este espacio como uno de los tres lugares más importantes de Buenos Aires —junto a las galerías Ruth Benzacar y Der Bruke—. Andrés Waissman comienza a desarrollarse en esta etapa como curador y comunicador, asesorando a diferentes funcionarios y organismos públicos en proyectos, gestión y estrategias culturales.
En 2005 se publicó el libro WAISSMAN (un artista peregrino) con textos de Rodrigo Alonso, Jordi Aladro, Fabiana Barreda, Florencia Gró y María Paula Zacharías. En 2010 se presenta en MALBA el documental Waissman, de Eduardo Montes Bradley para PBS de Estados Unidos.
Desde 2012 participa e integra el equipo docente junto a Rodrigo Alonso, Carlos Herrera, Gabriel Valansi y Eduardo Stupía de Proyecto PAC: Prácticas Artísticas Contemporáneas - Programa Anual de Encuentros de Análisis, Crítica y Producción de Arte-.
Ha realizado numerosas muestras individuales y más de sesenta colectivas en la Argentina y en distintas ciudades del mundo. Su obra forma parte de importantes colecciones privadas y museos de Inglaterra, Bélgica, Italia, Israel, Estados Unidos, Venezuela, Argentina y Chile, entre otros. A su vez, ha participado también de prestigiosas ferias internacionales como Pinta Art Show London; Arte Lisboa; Arte Santander; Scope Art Show Miami, Miami International Art Fair; ArteAmericas Art Fair Miami; Art Chicago; Chicago Contemporary & Classic Art Fair; Ch. ACO en Santiago de Chile; MiART Fiera Internazionale d'Arte Moderna e Contemporanea de Milano y arteBA en Buenos Aires.
Actualmente continúa trabajando en su obra y desarrollando nuevos proyectos en su estudio del barrio de Palermo, Buenos Aires; donde también dirige talleres de análisis y clínica de obra.

## Obra
En su obra se plasman componentes filosóficos y políticos, además de plásticos; se destacan conceptos como el nomadismo y las migraciones.
Al desarrollar su carrera de forma casi paralela a las de otros artistas argentinos como Alfredo Prior, Guillermo Kuitca y Eduardo Stupía, podría decirse que pertenece en cierta forma a la Generación del 80, pero los largos años viviendo fuera de Argentina lo alejaron un poco de las producciones locales.

“El arte encierra la visión personal de cada artista, su manera de ver el mundo, su relación con los otros, lo que pasa todos los días. Una sólida formación me ayudó a decir lo que quiero decir: que lo que la cabeza imagina y piensa, las manos lo puedan llevar a cabo. La literatura, las buenas películas, la música, cualquiera de las expresiones del arte necesita del oficio, de una cuota de audacia pero basada en la convicción de que el arte define la época y que el saber es la única manera de lograr que la realidad y la imaginación cazadas logren ser ese espejo de nuestro mundo. La imaginación se mezcla en este juego y es ahí en donde la visión personal y singular de la que hablaba, se define y se esparce en la mirada de los otros. El arte es lucha, esa lucha es la integración de todos los mundos en un rectángulo, como un papel que nos permite escribir cierto momento de nuestra época”.

## Presencia en Colecciones
Sus obras figuran en importantes colecciones privadas y museos nacionales e internacionales, tales como:
- MOLAA - Museum of Latin American Art, Long Beach, California, Estados Unidos;[3]

- Judah L. Magnes Museum, Berkeley, California, Estados Unidos;

- Jack S. Blanton Museum of Art, The University of Texas at Austin, Texas, Estados Unidos;[4]

- UECLAA - University of Essex Collection of Latin-American Art, Inglaterra;[5]

- Galleria Civica d´arte Contemporanea F. Pizzo, Palazzo Spano Burgio, Marsala, Italia;

- UTDT - Universidad Torcuato Di Tella – Colección, Buenos Aires, Argentina;

- UADE – Universidad Argentina de la Empresa – Colección, Buenos Aires, Argentina;

- Museo Castagnino-MACRO de Arte Contemporáneo, Rosario, Santa Fe, Argentina.[6]

- Galería Killka – Colección Killka-Bodega Salentein, Los Árboles, Tunuyán, Mendoza, Argentina.[7]

## Waissman (documental)
Waissman es un filme documental para televisión basado en la vida y obra de Andrés Waissman. Fue filmado completamente en Buenos Aires, donde el artista viste con su esposa y sus tres hijos. El film fue producido por Heritage Film Project y dirigido por Eduardo Montes Bradley, como parte de una serie continua de retratos de artistas contemporáneos. Waissman se estrenó el 23 de noviembre de 2010 en el WPBT ““””Channel 2 (PBS) de Estados Unidos y fue presentado a la prensa argentina el 26 de noviembre en el auditorio de MALBA.